# Meicheng, Zhejiang
Meicheng (kinesiska: 梅城, 梅城镇) är en köpinghuvudort i Kina. Den ligger i provinsen Zhejiang, i den östra delen av landet, omkring 100 kilometer sydväst om provinshuvudstaden Hangzhou. Antalet invånare är 40 356. Befolkningen består av 19 992 kvinnor och 20 364 män. Barn under 15 år utgör 10,0 %, vuxna 15-64 år 75 %, och äldre över 65 år 13,0 %.
Runt Meicheng är det tätbefolkat, med 411 invånare per kvadratkilometer. Närmaste större samhälle är Qiantan, 9,4 km norr om Meicheng. I omgivningarna runt Meicheng växer i huvudsak blandskog.
Genomsnittlig årsnederbörd är 2 196 millimeter. Den regnigaste månaden är juni, med i genomsnitt 436 mm nederbörd, och den torraste är januari, med 75 mm nederbörd.